# Полифагия (симптом)
Полифа́гия (от др.-греч. πολύς «много» + φάγειν «есть») — нарушение пищевого поведения, проявляющееся повышенным аппетитом и прожорливостью. Человек ощущает постоянную потребность в еде.
Причины данного состояния могут быть различные, их можно условно разделить на 3 группы:
- Психогенные нарушения. В результате ряда патологических психических состояний происходит нарушение адекватной оценки количества съеденной пищи, также в некоторых случаях данное поведение является способом борьбы со стрессовыми состояниями.
- Алиментарные нарушения. При данной патологии по какой-либо причине прекращается или становится недостаточным поступление в организм питательных веществ. Причиной может быть как дефицит их в поступающей пище, так и различные нарушения ферментативных систем, отвечающих за их усвоение в организме человека.
- Эндокринная патология. В результате нарушения гуморальной регуляции при эндокринной патологии могут страдать все виды основного обмена. Так, например, при сахарном диабете нарушается метаболизм глюкозы, а при тиреотоксикозе ускоряется метаболизм организма в целом.

Сам по себе симптом не несёт опасности для жизни и здоровья, но в связи с тем, что он является лишь признаком более серьёзного заболевания, не следует оставлять его без внимания. Признаком серьёзной патологии является ситуация, когда полифагия сопровождается снижением массы тела.
При наличии подобной симптоматики производится госпитализация больного в стационар, где проводится по возможности максимально полное обследование больного с целью установки причины возникновения данной клиники.